# Pokój w Kopenhadze

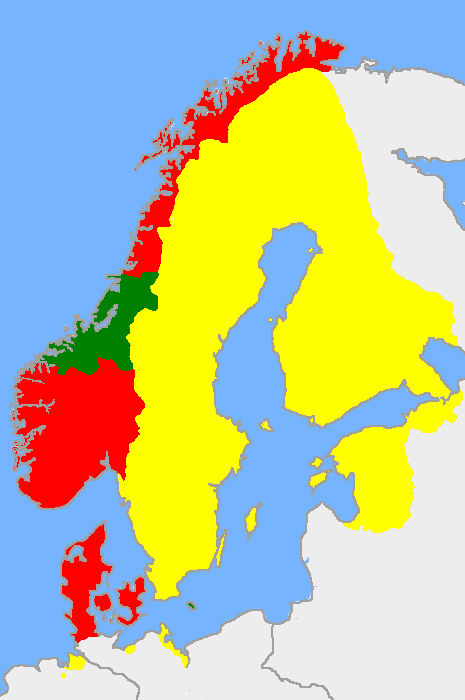
Szwecja po pokoju w Kopenhadze na żółto. Dania i Norwegia na czerwono. Na zielono tereny oddane Danii i Norwegii przez Szwecję. Skania, Bohuslän, Blekinge i Ven pozostały w Szwecji

Pokój w Kopenhadze – pokój zawarty 6 czerwca 1660 roku pomiędzy Szwecją a Danią z powodu przyłączenia się do obrony Danii koalicji Niderlandów, Rzeczypospolitej i Brandenburgii-Prus oraz śmierci Karola X Gustawa. Kończył on duński udział w II wojnie północnej.
Celem Szwedów było osiągnięcie pełnej kontroli nad Bałtykiem, co wzmocniłoby pozycję Sztokholmu jako wiodącej siły w regionie Morza Bałtyckiego. Wojna nie przyniosła jednak Szwecji zwycięstwa militarnego, co było skutkiem przyłączenia się do wojny Republiki Zjednoczonych Prowincji Niderlandów (po stronie duńskiej). Po długotrwałej wojnie na wyniszczenie pokój w Kopenhadze został zawarty między Danią, Szwecją i trzema potęgami, Francją, Anglią i Niderlandami. Mocarstwa podyktowały pokój prawie identyczny z pokojem z Roskilde z 26 lutego 1658 r. Głównymi wyjątkami od pokoju Roskilde były:
- Morze Bałtyckie powinno być otwarte dla statków handlowych z zewnątrz
- okręg Trondheim i Bornholm powinny powrócić do Danii
- Szwecja wycofała roszczenia wysuwane w imieniu Corfitza Ulfeldta

Sytuacja została wykorzystana przez mocarstwa zewnętrzne, ponieważ miały one strategiczny interes w tym, by cieśnina Sund została otwarta dla handlowej żeglugi międzynarodowej. Jednym ze skutków wojny było wprowadzenie w Danii monarchii dziedzicznej w miejsce elekcyjnej (a w efekcie ustanowienie rządów absolutnych) w 1660 roku przez króla Fryderyka III Oldenburga. Wojny spowodowały poważne problemy gospodarcze w tym kraju, które wymagały zdecydowanych działań. Ponadto koniec wojny był początkiem duńskiej polityki odwetowej, której celem było odzyskanie Skanii oraz rejonów Blekinge i Halland.
W porównaniu z traktatem z Roskilde podpisanym dwa lata wcześniej, pokój kopenhaski był jednak sukcesem Danii.